# Philippe de Thaon
Philippe de Thaon (oder Thaun) war ein französischer Geistlicher und Dichter des frühen 12. Jahrhunderts. Er lebte in der Normandie während der Herrschaft Heinrich I. Philippe schrieb die ersten Gedichte in anglonormannischer Sprache.

## Leben
Etwa 1119 verfasste er das Livre des Creatures oder Comput (hrsg. von Eduard Mall, 1873), ein Lehrgedicht über die Himmelskörper und die Berechnung des Kalenders. Sein Lapidaire (hrsg. von Paul Meyer, 1909) ist ein Buch über Edelsteine.
Am bekanntesten ist Philippes um 1121 entstandenes Bestiaire (Bestiarium, hrsg. von Emanuel Walberg, 1900), das er Adeliza von Louvain, der zweiten Ehefrau Heinrichs I., widmete. Philippe übersetzt darin aus älterem lateinischem Schrifttum, darunter der Bibel, dem Physiologus und den Werken Isidor von Sevillas. Eine Prosafassung des Libre de Sibile (hrsg. von Hugh Shields, 1979) widmete Philippe der Tochter Heinrichs I., Matilda.